# Sprenkelkauz
Der Sprenkelkauz (Strix virgata), auch Südamerika-Sprenkelkauz genannt, ist eine Eulenart der Gattung Strix aus den tropischen Waldgebieten Mittel- und Südamerikas von Mexiko bis in den Norden Argentiniens.

## Merkmale
Der Sprenkelkauz erreicht Körpergrößen von 30 bis 35 Zentimetern. Sein Gefieder ist oberseits dunkelbraun mit hellen Flecken, die Unterseite ist weiß oder gelbbraun mit deutlichen dunkelbraunen Streifen. Dabei gibt es mehrere regional begrenzte Farbvarianten, bei denen die Sprenkelung der Oberseite in eine Streifung übergeht. Die Vögel der Amazonasniederung sind dagegen rötlichbraun, etwas größer und haben eine orangegelbe Streifung. Der Gesichtsschleier ist sehr gut ausgebildet und durch weiße Federn abgegrenzt.

## Lebensweise
Der Sprenkelkauz ist in seinem Verbreitungsgebiet sehr häufig. Er ist nachtaktiv und meistens Einzelgänger. Die Brutzeit startet im April bis Mai und das Weibchen legt zwei schmutzigbraune Eier in eine Baumhöhle oder einen verlassenen Greifvogelhorst.
Der Sprenkelkauz jagt vor allem Kleinsäuger, kleine Vögel und Reptilien sowie Insekten.

## Systematik
Der Sprenkelkauz wurde früher gemeinsam mit drei weiteren, ebenfalls in den tropischen Regionen Südamerikas lebenden Käuzen – Bindenhalskauz (Strix nigrolineata), Zebrakauz (Strix huhula) und Rötelkauz (Strix albitarsus) – sowie mit dem Afrikakauz (Strix woodfordii) in eine eigene Gattung Ciccaba gestellt, die jedoch aufgelöst und mit der Gattung Strix vereinigt wurde.

## Unterarten
Es werden sechs Unterarten unterschieden.
- Strix virgata squamulata (Bonaparte, 1850)[2] kommt im Westen Mexikos vor.
- Strix virgata tamaulipensis Phillips, JC, 1911[3] ist im Nordosten Mexikos verbreitet.
- Strix virgata centralis (Griscom, 1929)[4] kommt vom südlichen Mexiko bis ins westliche Panama vor.
- Strix virgata virgata (Cassin, 1849)[5] ist im Osten Panamas bis Kolumbien, Ecuador, Venezuela und auf Trinidad verbreitet.
- Strix virgata macconnelli (Chubb, C, 1916)[6] ist in Guyana, Suriname und Französisch-Guayana verbreitet.
- Strix virgata superciliaris (Pelzeln, 1863)[7] kommt im nördlichen zentralen und nordöstliche Brasilien vor.
- Strix virgata borelliana (Bertoni, AW, 1901)[8] ist im südlichen Brasilien verbreitet.

## Etymologie und Forschungsgeschichte
Die Erstbeschreibung des Sprenkelkauzes erfolgte 1848 durch John Cassin unter dem wissenschaftlichen Namen Syrnium virgatum. Als Verbreitungsgebiet gab er Südamerika an. Bereits 1758  führte Carl von Linné die Gattung Strix ein. Der Begriff leitet sich vom lateinischen strix, strigis oder griechischen στριξ, στριγος strix, strigos für Eule ab. Der Artname »virgata« stammt von lateinisch virgatus, virga ‚gestreift, Streifen‘ ab. Tamaulipensis bezieht sich auf Tamaulipas. Macconnelli ist Frederick Vavasour McConnell (1868–1914) gewidmet, borelliana Alfredo Borelli (1858–1943). Squamulata hat seinen Ursprung in lateinisch squamulatus, squamula, squama ‚schuppig, mit kleinen Schuppen bedeckt, kleine Schuppe, Schuppe‘, superciliaris in lateinisch superciliaris, supercilium ‚mit Augenbrauen, Augenbrauen‘. Alfred Laubmann hatte für sein Werk Die Vögel von Paraguay keinen Balg zur Verfügung. In der Literatur zweifelte er an, dass Hans Hermann Carl Ludwig von Berlepsch mit Syrmium suida (Vieillot, 1817) bzw. Aves nocturnas de rapiña del suindá von Félix de Azara wirklich die Sumpfohreule (Asio flammeus suida) meinte, sondern vielmehr den Sprenkelkauz. Laubmann bezog sich hierbei auf Leon Hugh Kelso und Estelle Henderson Kelso zum Verbreitungsgebiet dieser Unterart in ihrem Werk über die Eulen Amerikas. Somit sah er in Bertonis S. v. borelliana aus Puerto Bertoni den einzigen Nachweis für das Land Paraguay.